# Ротация (диференциален оператор)
Ротàция, завѝхряне или рòтор във векторния анализ е векторен диференциален оператор над векторно поле.
Обозначава се по няколко начина: 
- {\displaystyle \operatorname {rot} } (най-разпространено в рускоезични източници, а също и в немския, откъдето е произлязло наименованието.
- {\displaystyle \operatorname {curl} } (в англоезичната литература, предложено е от Джеймс Кларк Максуел.
- {\displaystyle \mathbf {\nabla } \times } – диференциален оператор набла, векторно умножен по векторно поле {\displaystyle \mathbf {A} }. Резултатът от действието на оператора „ротация“ върху конкретно векторно поле {\displaystyle \mathbf {A} } се нарича „ротация на полето {\displaystyle \mathbf {A} }“ или просто „ротация от {\displaystyle \mathbf {A} }“ и представлява ново векторно поле {\displaystyle \mathbf {\nabla } \times \mathbf {A} }.

{\displaystyle \operatorname {rot} \mathbf {A} \equiv \mathbf {\nabla } \times \mathbf {A} }
Ротацията представлява безкрайно малко въртене на векторно поле в триизмерното евклидово пространство. Във всяка точка на векторното поле извивката около точката се изразява като вектор, наречен вектор на извивката. Свойствата (дължина и посока) на този вектор характеризират въртенето в тази точка.
Посоката на завихрянето е оста на въртене, която се определя от правилото на дясната ръка, а големината на завихрянето е количеството на въртене. Ако векторното поле представлява скоростта на потока на движещ се ротор, тогава завихрянето е плътността на циркулационната площ на ротора. Векторно поле с нулево извиване се нарича иротационно векторно поле. Ротацията е диференциална форма на вектор. Противоположността на фундаменталната теорема на смятането е теоремата на Стокс, която свързва повърхностния интеграл на завихрянето на векторно поле с криволинейния интеграл на това векторно поле около гранична крива.
За разлика от градиента и дивергенцията, ротацията не просто се обобщава към други измерения; възможно е известно обобщение, но само в три измерения, където геометрично дефинираното векторно поле на ротацията все още е векторно поле. Това явление е подобно на триизмерното кръстосано произведение и тази връзка е отразена в символа на завихрянето {\displaystyle \mathbf {\nabla } \times }.
Името „завихряне“ ({\displaystyle \operatorname {curl} }) за ротация е предложено за първи път от Максуел през 1871 г. , но концепцията очевидно е използвана за първи път във формулирането на теорията на оптичното поле на Джеймс МакКълах през 1839 г. 

## Определение
За да се дефинира завихрянето (ротацията) на векторно поле, първо трябва да се въведе понятието циркулация (или вихър). Дадено е векторно поле {\displaystyle \mathbf {A} } в триизмерно пространство и проста затворена насочена крива {\displaystyle C}, циркулацията на {\displaystyle \mathbf {A} } по кривата {\displaystyle C} е криволинеен интеграл от {\displaystyle \mathbf {A} } по затворения път {\displaystyle C}: 
{\displaystyle \operatorname {Circ} _{\mathbf {A} }(C)=\oint _{C}\mathbf {A} \cdot \mathrm {d} {\boldsymbol {l}}} ,
където {\displaystyle \mathrm {d} {\boldsymbol {l}}} е линеен елемент на кривата {\displaystyle C} по допирателната към нея, а положителната ѝ посока е определена така, че площта, оградена от затворената крива {\displaystyle C} е от лявата му страна. Например, ако има водовъртеж в посока обратна на часовниковата стрелка в реката на брега на реката, тогава в обхвата на водовъртежа водният поток се върти около центъра на водовъртежа, така че скоростта на водата {\displaystyle {\boldsymbol {v}}} следва затворена крива около вихъра обратно на часовниковата стрелка. Интегралът трябва да е по-голям от нула, т.е. циркулацията е по-голяма от нула. Това показва, че полето на скоростта на водния поток във вихъра се върти в кръгове в обхвата на вихъра.
Циркулацията, подобно на потока, е важен параметър за описание на векторно поле. Циркулацията в дадена област не е равна на нула, което означава, че векторното поле в тази област проявява характеристиката да се върти около определена точка или определена област. Ротацията е начин да се опише това свойство локално. За да се опише циркулацията на векторно поле {\displaystyle \mathbf {A} } близо до точка, се избира малък повърхностен елемент {\displaystyle \Delta S}, включващ тази точка и се разглежда циркулацията на векторното поле {\displaystyle \mathbf {A} } по дължината на граничната крива {\displaystyle C}.  Когато повърхностният елемент {\displaystyle \Delta S} се свие и площта {\displaystyle \left|\Delta S\right\vert } клони към нула, векторното поле {\displaystyle \mathbf {A} } е по протежение на пръстена и повърхностния елемент на {\displaystyle C}.
Граничната стойност на съотношението на циркулацията на векторното поле {\displaystyle \mathbf {A} } по контура {\displaystyle C} към площта, заградена от него на панела {\displaystyle \Delta S} е 
{\displaystyle \lim _{\Delta S\to 0}{\frac {1}{\left|\Delta S\right\vert }}\oint _{C}\mathbf {A} \cdot \mathrm {d} {\boldsymbol {l}}} .
Нарича се плътност на циркулационната площ, повърхностна плътност на циркулация или сила на циркулация на векторното поле {\displaystyle \mathbf {A} }. Очевидно, тъй като посоката [Забележка 2], избрана от повърхностния елемент {\displaystyle \Delta S} е различна, получената плътност на циркулационната площ също се изменя. За да се покаже степента на въртене на векторното поле в близост до точка, трябва да се покаже неговата максимална възможна стойност и посоката, избрана от съответния сърфел. Завихрянето на векторно поле е вектор. Размерът на неговата проекция в една посока представлява размерът на повърхностната плътност на пръстена в тази посока. Тоест ротацията на {\displaystyle \mathbf {A} } в една точка се записва като {\displaystyle \mathbf {rot\,} \mathbf {A} (x)} или {\displaystyle \mathbf {curl\,} \mathbf {A} (x)}: 
{\displaystyle \mathbf {rot\,} \mathbf {A} (x)\cdot \mathbf {n} =\lim _{\Delta S_{\mathbf {n} }\to 0}{\frac {1}{\left|\Delta S_{\mathbf {n} }\right\vert }}\oint _{C_{\mathbf {n} }}\mathbf {A} \cdot \mathrm {d} {\boldsymbol {l}}} .
Тук {\displaystyle \Delta S_{\mathbf {n} }} се отнася до повърхностния елемент, чийто нормален вектор е единичният вектор {\displaystyle \mathbf {n} } и има неговата посока, а {\displaystyle C_{\mathbf {n} }} е граничната крива на елемента. Ако се представи от оператора набла {\displaystyle {\boldsymbol {\nabla }}}, ротацията на векторното поле {\displaystyle \mathbf {A} } се записва {\displaystyle \operatorname {rot} \mathbf {A} =\mathbf {\nabla } \times \mathbf {A} }. Може да се види от дефиницията, че ротацията е свойство на интензитет на векторното поле, точно като плътност, концентрация и температура, и съответното му свойство на разширение е векторното поле по обиколката по затворена крива, така че извивката е повърхностната плътност на циркулацията. Ако извивката навсякъде във векторно поле е нула, полето се нарича иротационно поле или консервативно поле. 

## Правоъгълна координатна система
Нека в триизмерната правоъгълна (декартова) координатна система {\displaystyle xyz} векторното поле {\displaystyle \mathbf {A} } е
{\displaystyle \mathbf {A} (x,y,z)=A_{x}(x,y,z)\mathbf {i} +A_{y}(x,y,z)\mathbf {j} +A_{z}(x,y,z)\mathbf {k} }，
където {\displaystyle \mathbf {i} ,\mathbf {j} ,\mathbf {k} } са единични вектори съответно в посоките на òсите {\displaystyle x},{\displaystyle y}, {\displaystyle z} и компонентите на полето {\displaystyle A_{x},A_{y},A_{z}} имат непрекъснати частни производни от първи ред, тогава проекциите върху всяка координатна ос са:
{\displaystyle {\frac {\partial A_{z}}{\partial y}}-{\frac {\partial A_{y}}{\partial z}},\quad {\frac {\partial A_{x}}{\partial z}}-{\frac {\partial A_{z}}{\partial x}},\quad {\frac {\partial A_{y}}{\partial x}}-{\frac {\partial A_{x}}{\partial y}}}.
Векторът на ротацията се нарича още кривина на векторното поле {\displaystyle \mathbf {A} } и се записва в основната форма
{\displaystyle \mathbf {rot\,} \ \mathbf {A} ={\boldsymbol {\nabla }}\times \mathbf {A} =\left({\frac {\partial A_{z}}{\partial y}}-{\frac {\partial A_{y}}{\partial z}}\right)\mathbf {i} +\left({\frac {\partial A_{x}}{\partial z}}-{\frac {\partial A_{z}}{\partial x}}\right)\mathbf {j} +\left({\frac {\partial A_{y}}{\partial x}}-{\frac {\partial A_{x}}{\partial y}}\right)\mathbf {k} }
Изразът за ротацията може също да бъде изразен в детерминантна нотация:
{\displaystyle \mathbf {rot\,} \mathbf {A} ={\begin{vmatrix}\mathbf {i} &\mathbf {j} &\mathbf {k} \\{\frac {\partial }{\partial x}}&{\frac {\partial }{\partial y}}&{\frac {\partial }{\partial z}}\\A_{x}&A_{y}&A_{z}\end{vmatrix}}}
Трябва да се отбележи, че нотацията на детерминантата тук има само формално значение, тъй като коефициентите в реалната детерминанта трябва да бъдат стойности вместо векторите {\displaystyle \mathbf {i} ,\mathbf {j} ,\mathbf {k} }. Този метод на представяне е удобен само за запаметяване на израза за ротацията в декартовата координатна система. 

## Цилиндрична координатна система
В цилиндричната координатна система позицията на обекта се определя от две линейни {\displaystyle (z,\rho )} и една ъглова {\displaystyle (\varphi )} координати: напречните са {\displaystyle \rho ,\varphi }, а надлъжната е {\displaystyle z}. Те определят неговите единични вектори: напречен радиален {\displaystyle {\boldsymbol {e}}_{\rho }}, напречен азимутален {\displaystyle {\boldsymbol {e}}_{\varphi }} и надлъжен {\displaystyle {\boldsymbol {e}}_{z}}. Тогава векторът на полето {\displaystyle \mathbf {A} } има компоненти {\displaystyle A_{\rho },A_{\varphi },A_{z}} и може да се изрази като:
{\displaystyle \mathbf {A} =A_{\rho }(\rho ,\varphi ,z){\boldsymbol {e}}_{\rho }+A_{\varphi }(\rho ,\varphi ,z){\boldsymbol {e}}_{\varphi }+A_{z}(\rho ,\varphi ,z){\boldsymbol {e}}_{z}} ,
а ротацията (извивката) на векторното поле е 
{\displaystyle \mathbf {rot\,} \mathbf {A} =\left({\frac {1}{\rho }}{\frac {\partial A_{z}}{\partial \varphi }}-{\frac {\partial A_{\varphi }}{\partial z}}\right){\boldsymbol {e}}_{\rho }+\left({\frac {\partial A_{\rho }}{\partial z}}-{\frac {\partial A_{z}}{\partial \rho }}\right){\boldsymbol {e}}_{\varphi }+{\frac {1}{\rho }}\left({\frac {\partial ({\rho }A_{\varphi })}{\partial \rho }}-{\frac {\partial A_{\rho }}{\partial \varphi }}\right){\boldsymbol {e}}_{z}} .

## Сферична координатна система
В сферичната координатна система позицията на обекта се определя от една линейна {\displaystyle (r)} и две ъглови координати (азимут {\displaystyle \varphi } и ъгъл на място {\displaystyle \theta }). Те определят неговите единични вектори: {\displaystyle {\boldsymbol {e}}_{r}}, {\displaystyle {\boldsymbol {e}}_{\varphi }} и  {\displaystyle {\boldsymbol {e}}_{\theta }}. Векторът на полето {\displaystyle \mathbf {A} } има компоненти {\displaystyle A_{r},A_{\varphi },A_{\theta }} и може да се изрази като:
{\displaystyle \mathbf {A} =A_{r}(r,\varphi ,\theta ){\boldsymbol {e}}_{r}+A_{\varphi }(r,\varphi ,\theta ){\boldsymbol {e}}_{\varphi }+A_{\theta }(r,\varphi ,\theta ){\boldsymbol {e}}_{\theta }} .
Аналогично ротацията на векторното поле се определя от израза 
{\displaystyle \mathbf {rot\,} \mathbf {A} ={\frac {1}{r\sin \theta }}\left({\frac {\partial (A_{\varphi }\sin \theta )}{\partial \theta }}-{\frac {\partial A_{\theta }}{\partial \varphi }}\right){\boldsymbol {e}}_{r}+{\frac {1}{r}}\left({\frac {\partial (rA_{\theta })}{\partial r}}-{\frac {\partial A_{r}}{\partial \theta }}\right){\boldsymbol {e}}_{\varphi }+{\frac {1}{r}}\left({\frac {1}{\sin \theta }}{\frac {\partial A_{r}}{\partial \varphi }}-{\frac {\partial (rA_{\varphi })}{\partial r}}\right){\boldsymbol {e}}_{\theta }\,.}